# Hakon Mielche
Hakon Bagger Mielche (21. oktober 1904 i Fensmark – 22. oktober 1979 i Odense) var en dansk rejsebogsforfatter, journalist og eventyrer, som var medlem af Eventyrernes Klub. Mielche har udgivet en lang række bøger som er oversat til mere end 13 sprog. Han rejste i en lang årrække for ugebladet Familie-Journalen. 
Mielche, der var søn af en glasmager på Holmegaard Glasværk, gik på Atterup Skole hos Jens Larsen, tog realeksamen fra Haslev Gymnasium og blev uddannet billedkunstner på Académie Colarossi i Paris. I årene derefter havde han skiftende job som sømand 1920-21, cirkusartist 1922-28, reklametegner og teatermaler 1928-33, blev medarbejder ved Jyllands-Posten 1933-41 og var rejsende korrespondent ved Aller Press fra 1941. Han deltog i Monsunens Stillehavsekspedition 1933-35, i en ekspedition til Ildlandet 1936, var krigskorrespondent i Spanien 1937.
Under besættelsen 1940-45 måtte han modvilligt opholde sig i Danmark på grund af udrejseforbud. Det medførte at han i disse år befattede sig med at skrive biografier om danskere der havde levet et eventyrligt liv i det store udland. eksempler herpå er bøgerne Nick Nielsens vidunderlige rejse og Jorden rundt med morgenbrød, samt den selvbiografiske Fra min køjesæk. 
I 1945 blev han SHAEF-krigskorrespondent 1945, tog med sejlskib ad Columbus' rute 1948 og var i Antarktis 1949. Mielche var pressechef på Galathea 2-dybhavsekspeditionen i årene 1950-52. On denne ekspedition skrev han bøgerne Galathea lægger ud, Galathea i østen, og Galathea vender hjem. Han modtog Galathea Medaillen fra Det Kongelige Danske Geografiske Selskab og blev Ridder af Dannebrog.
Han havde ikke blot et letflydende skriftsprog, men også en kunstnerisk sjæl der kom til udtryk i de tusinder af små humoristiske vignetter der illustrerede næsten alle hans bøger. De var tegnet i margenen på hver side og illustrerede teksten ved siden af. Endvidere illustrerede han forside og ryg på de uindbundne udgaver af hans rejsebøger. 
Han var formand for Adventurers Club, Danmark 1944-45, medlem af Explorers' Club, New York og medlem af Forfatterforbundets bestyrelse 1944-45.
Han blev gift 1. gang 4. april 1933 med Eva M. (26. maj 1914 i København – 1952), 2. gang (ægteskabet opløst 1970) med Sol de Montalvo (f. 11. juli 1915 i Lamorlaye, Frankrig) og 3.gang 5. juni 1971 med Susanne M. f. Bagge, f. 22/7 i Kerteminde.

### Rejseberetninger og biografier
- Monsunens sidste rejse, 1935.
- Til søs gennem Jylland, 1935.
- Rejsen til verdens ende, 1936.
- Kondorens Land, 1937.
- Ovre i Staterne, 1938.
- Tre små øer, 1939.
- Fra min køjesæk, 1940.
- På krydstogt gennem Sverige, 1941.
- Junglens djævletrommer, 1942.
- Til søs gennem Jylland, (Ny omarbejdet udgave)1942.
- Nick Nielsens vidunderlige rejse, 1943.
- Sønderjylland i sommersol, 1944.
- Jorden rundt med morgenbrød, 1944.
- Til søs gennem Sjælland, 1945.
- Fra Santos til Bahia, 1946.
- Amazonas, 1947.
- Rejsen til Lilliput, 1948.
- I Columbus kølvand, 1949.
- Hval i sigte, 1951,
- Galathea lægger ud, 1951.
- Galathea i østen, 1952.
- Galathea vender hjem, 1953.
- Sol og Måne, 1953.
- Zanzibar, 1954,
- Alladin kører Caddilac, 1955.
- Australien, 1957.
- Mirakler i østen, 1957.
- Ved det yderste hav, 1958.
- Canada, 1959.
- Det ukendte Amerika, 1960.
- Onkel Sams paradis, 1961.
- De hellige lande, 1961.
- Kurs mod Siam, 1962.
- Himalaya Tur – retur, 1963.
- Japan, 1964.
- Maya, 1967.
- Mexico, 1968.
- Mit livs rejse, 1969.
- Verdens underværker, 1971.
- Børn har ingen skyld, 1973.
- Donau, 1974.
- Rhone, 1975.
- Rhinen, 1975.
- Bretagne, 1976.
- Normandiet, 1976.
- USA – øst, 1977.
- USA – Vest, 1977.
- Themsen, 1978.
- Island, 1978.
- Mennesker jeg mødte, 1979.

### Børnebilledbøger
- Rejsen til Vestindien, 1939.
- Gadens ABC, 1939.
- På togt med Georg Stage, 1942.
- Børnene i Danmark, 1969.
- 8 Bobo – Bøger, 1970-72.
- Klods Hans, 1972.
- Svinedrengen, 1972.
- Konen med Æggene, 1972.
- Det skete i Danmark, 1974.
- Utroligt – men sandt, 1974.

### Privattryk
- Mellem grønne enge, 1940.
- Vesterude, 1942.
- Galatheas Gæstebog, 1959.

### Kriminalromaner
- Sammen med Lasse Egebjerg)
- Sfinxen griber ind, 1940.
- Sfinxen er der igen, 1940.

### Kun i norsk udgave
- Korsika i kontur, 1948.

### Kun i engelsk udgave
- Unicef in Asia, 1958.

### Rejsehåndbøger
- Kanofart ad danske åer, 1945.
- Paris i lommen, 1964.
- Mallorca i lommen, 1964.
- Grækenland i lommen, 1964.
- Rom i lommen, 1965.
- Costa del sol i lommen, 1965.

### Bidrag i antologier
- Jorden rundt på eventyr, 1940.
- Midtjylland, Turistforeningen Danmarks Aarbog, 1941.
- Galatheas jordomsejling, 1953.
- Nye danske noveller, 1955.
- Fra bøgernes verden, 1958.
- Bogen om Peter Freuchen, 1958.
- Læsningens glæder, 1960.
- Med eventyrerne over alle grænser, 1963.
- Europas hovedstæder, 1974.

## Film
- Dyrelivet på Campbell-øen 1+2, 1954
- Sukkerrør på Hawaii, 1954